# Torneo de Hamburgo 2011
El Torneo de Hamburgo es un evento de tenis disputado en Hamburgo, Alemania, entre el 18 de julio y el 24 de julio de 2010.

## Campeones
- Individuales masculinos:  Gilles Simon derrota a  Nicolás Almagro, 6-4, 4-6, 6-4.

- Dobles masculinos:  Oliver Marach /  Alexander Peya derrotan a  František Čermák /  Filip Polášek, 6-4, 6-1.